# Charlotte von Rothschild
Ne pas confondre avec Charlotte de Rothschild (également appelée Charlotte Nathaniel de Rothschild) (1825-1899), artiste peintre et socialite française.
Charlotte von Rothschild, née le 13 juin 1819 à Francfort-sur-le-Main et morte le 13 mars 1884 à Londres, est une femme du monde et collectionneuse d'œuvres d'art allemande puis britannique.

## Biographie
Charlotte von Rothschild est membre de la famille Rothschild de Naples, mais elle est née à Francfort-sur-le-Main, en Allemagne. Elle est l'aînée et la fille unique de Carl Mayer von Rothschild (1788-1855) et d'Adelheid Herz (1800-1853). Parce que l'endogamie au sein de la famille Rothschild est un élément essentiel de leur stratégie pour s'assurer que le contrôle de leur patrimoine reste entre les mains de la famille, elle épouse, le 15 juin 1836, Lionel de Rothschild (1808-1879), son cousin germain de la branche britannique de la famille. Ils ont les enfants suivants : 
1. Leonora (1837–1911)
2. Evelina (1839–1866)
3. Nathan Mayer (1840–1915)
4. Alfred Charles (1842–1918)
5. Leopold (1845–1917)

Le couple a des résidences au 148, Piccadilly et à Gunnersbury Park à Londres où, dans la tradition de la famille anglaise, elle utilise le style Rothschild. Le mariage arrangé de Charlotte von Rothschild prospère pendant 43 ans grâce à un grand amour et au respect mutuel. À une époque où les rôles masculin et féminin sont clairement définis, Charlotte est mieux éduquée en art que son mari et joue un rôle déterminant dans la plupart de leurs collections.
En 1858, son mari devient le premier juif non converti à siéger à la Chambre des communes du Royaume-Uni. Charlotte Freifrau de Rothschild devient l'une des personnalités sociales les plus en vue d'Angleterre dont les invitations à dîner, selon le biographe Stanley Weintraub, sont préférées à celles du palais de Buckingham. En 1844, la Freifrau fit sensation dans la société londonienne lorsque le showman américain Phineas Taylor Barnum et son célèbre nain Tom Thumb joue chez elle. Cependant, au-delà de ses activités sociales et divertissantes, Charlotte von Rothschild est une mécène dévouée de nombreux organismes de bienfaisance qui s'intéressaient particulièrement à l'éducation.
Charlotte von Rothschild meurt dans sa maison de Gunnersbury Park le 13 mars 1884 et est inhumée avec son mari au cimetière juif de Willesden. Après sa mort, son fils aîné nomme un immeuble d'habitation nouvellement construit pour les personnes à faible revenu Charlotte's Buildings.